# Nora Massi
Nora Massi (Buenos Aires, 27 de julio de 1942) es una actriz, docente teatral, directora de teatro y guionista argentina.

## Carrera
Massi egresó del Conservatorio de Arte Dramático (en Buenos Aires). Incursionó en el cine argentino junto a actores de la talla de Walter Vidarte, Elsa Daniel, Maruja Lopetegui, Osvaldo Terranova, Amalia Bernabé, entre otros.
También trabajó con grandes directores de cine argentino como Daniel Tinayre, Leopoldo Torre Nilsson y Mario Soffici, entre otros.
En televisión se caracterizó por personificar el papel de varias villanas en novelas y ciclos, demostrando su enorme talento interpretativo. Uno de sus personajes más conocidos fue el de la Negra Peñaloza, en Malevo (escrita por Abel Santa Cruz), junto con Rodolfo Bebán, Gabriela Gili y Oscar Ferrigno.
Entre julio de 2002 y febrero de 2004 fue vocal del Fondo Nacional de las Artes.

## Filmografía
- 1957: La casa del ángel
- 1958: En la ardiente oscuridad
- 1959: Culpas ajenas
- 1960: Luna Park
- 1960: Chafalonías
- 1962: El último pecado
- 1975: Las procesadas
- 1977: Las locas
- 2000: Radioteatro, una pasión de multitudes[7]

## Televisión
- 1957: Noche y fantasía
- 1959: Teatro del sábado
- 1959: Gran teleteatro de las 23.30
- 1959: Amores cruzados
- 1961: Al dar las 10
- 1966: Su comedia favorita
- 1968: La chica del bastón
- 1969: Estrellita, esa pobre campesina
- 1970: Teatro universal
- 1971: Así amaban los héroes
- 1972: Malevo
- 1975: Ayer fue mentira
- 1975: No hace falta quererte
- 1976: El gato
- 1977: El cuarteado
- 1973: El amor tiene cara de mujer
- 1978: La mujer frente al amor
- 1980: Estación Terminal
- 1981: Las 24 horas
- 1982: La sombra
- 1983: Esa provinciana
- 1983: Amor gitano
- 1985: Momento de incertidumbre[8]

## Radio
En Radio Nacional dirigió el programa radial Las dos carátulas
En el año 2001 participó en un homenaje al radioteatro a Argentores, escrito por Alberto Migré.

## Teatro
En teatro se destacó tanto en su labor de actriz como de directora:
- Testigo para la horca, con la compañía argentina de comedias encabezada por Amelia Bence, con Pablo Acciardi y Alberto Berco.
- 1958: La mamma
- 40 quilates
- 1967: Deolinda Correa[9]
- 1967: La tierra purpúrea
- 1979: Trampa mortal
- 1976: Constancia, una esposa constante
- Rebelión en las Malvinas
- El rosa de las ruinas
- 2002: Los muertos

## Galardones
En 2004 ganó el premio Martín Fierro por su programa Las dos carátulas,
En 2008 recibió el premio Éter en el 2008 al programa con más trayectoria y permanencia radial.
En 2010 se le otorgó el premio Éter a la trayectoria.